# Sunrise Badal
Der Sunrise Badal (auch: SAIL Badal) ist ein dreirädriger Kleinstwagen des ehemaligen indischen Automobilherstellers Sunrise, der von 1975 bis 1981 in geringer Stückzahl gefertigt wurde. Er gehört zu den ersten in Indien entwickelten Personenwagen für private Kunden.

## Entstehungsgeschichte
Der Sunrise Badal geht konzeptionell auf den dreirädrigen Kleinstwagen Aruna zurück, den der in Bengaluru (Bangalore) ansässige indische Industrielle C. Arunachalam konstruiert und 1972 als Prototyp öffentlich vorgestellt hatte. Der als Einzelstück gebaute Wagen hatte eine viertürige Fließheckkarosserie aus Stahl und einen Zweitaktmotor zwischen den Hinterrädern. Der Versuch, den Aruna in Serie zu produzieren, scheiterte an den hohen Investitionen, die für die Fertigung der Stahlkarosserie erforderlich gewesen wären.
Nach der Präsentation des Aruna ging Arunachalam eine Verbindung mit dem Unternehmer Ridh Karan Sipani ein, der Teilhaber des 1974 in Bengaluru gegründeten Unternehmens Sunrise Automotive Industries Ltd. wurde, das zeitweise auch als SAIL firmierte. Vereinzelt wird berichtet, der britische Automobilhersteller Reliant habe die Gründung finanziell und logistisch unterstützt. Sipanis Einfluss führte zu einigen Änderungen an Arunachalams Entwurf, wozu vor allem der Wechsel von einer Stahl- zu einer Kunststoffkarosserie gehörte. Er ermöglichte eine kostengünstige Fertigung der Karosserie, weil keine teuren Presswerkzeuge erforderlich waren.
Das erste Fahrzeug, das Sunrise Automotive Industries auf den Markt brachte, war der dreirädrige Badal, der von 1975 bis 1981 einige Hundert Mal gebaut wurde. Die auf eine größere Verbreitung gerichteten Erwartungen des Herstellers wurden nicht erfüllt. Viele sehen die Auslegung als Dreiradfahrzeug als eine wesentliche Schwäche des Badal an: Er sei lediglich ein voll verkleidetes Tuk Tuk gewesen. Für 1981 kündigte Sunrise den vierrädrigen Kleinstwagen Badal 4 an, der den ersten Badal ablösen sollte, tatsächlich aber nicht in Serie produziert wurde. Nach einer Umbenennung des Unternehmens in Sipani Automobiles entstanden in Bengaluru ab 1982 Kleinwagen in Reliant-Lizenz, darunter der Dolphin, der vom Reliant Kitten abgeleitet war; später kam auch die Lizenzproduktion des Austin Montego hinzu.

## Beschreibung
Der Badal ist ein einfach konstruiertes Auto mit geschlossener Karosserie, drei Rädern und drei Türen. Die meisten Einzelteile kamen aus lokaler Fertigung. Vereinzelt wird behauptet, das Auto sei in konstruktiver Hinsicht mit dem dreirädrigen britischen Kleinwagen Reliant Robin verwandt; dagegen spricht, dass der Reliant einen Frontmotor hat, der Badal hingegen einen Heckmotor. Außerdem ist der Reliant etwa 30 cm länger als der Badal.

### Modellbezeichnung
Der Begriff Badal bedeutet auf Hindi Wolke.

### Fahrwerk und Antrieb
Die Entwicklung der technischen Komponenten verantwortete A. Padmanabhan, ein ehemaliger Mitarbeiter des indischen Tochterunternehmens von Automotive Products.
Der Badal basiert auf einem Y-förmigen Stahlrahmen mit U-förmigen Profilen. Das einzelne Vorderrad ist gelenkt. Die Bremsen wirken nur auf die Hinterräder.
Als Antrieb dient ein über der Hinterachse eingebauter Einzylinder-Zweitaktmotor mit 198 cm³ Hubraum, der von dem indischen Roller-Hersteller Scooters India zugeliefert wurde und eng mit einem in der Innocenti Lambretta eingebauten Motor verwandt ist. Seine Leistung beträgt 10 PS. Der Vergaser kommt von Dell’Orto. Über dem Motor befindet sich der Benzintank, der auch als Gepäckablage dient. Die Ablagefläche ist nicht von außen zugänglich. Die Kraftübertragung erfolgt über ein handgeschaltetes Vierganggetriebe.

### Karosserie
Der Badal hat eine dreitürige Karosserie aus glasfaserverstärktem Kunststoff, der von einem Tochterunternehmen des britischen Glasproduzenten Pilkington zugeliefert wurde. Sie wurde von Gave Cursetjee entworfen, der seinerzeit in Indien hohe Reputation genoss, nachdem er in den frühen 1970er-Jahren etwa drei Dutzend Standard-Herald-Limousinen durch Kunststoffanbauteile zu sportlichen Coupés umgestaltet hatte. Aus Gründen der Festigkeit hat der Aufbau lediglich drei Türen: zwei auf der linken und eine auf der rechten. Auch die zahlreichen Sicken und Wölbungen haben den Zweck, dem Kunststoff Festigkeit zu geben. Der untere Teil der Heckverkleidung kann komplett hochgeklappt werden, um den Zugang zum Motor zu ermöglichen.

### Abmessungen und Fahrleistungen
Das Leergewicht des 3,1 m langen Autos wurde mit 400 kg angegeben, die Höchstgeschwindigkeit je nach Quelle mit 60 oder 75 km/h. Der Kaufpreis betrug bei Produktionsbeginn 12.000 Indische Rupien.

## Verbreitung
Der Produktionsumfang des dreirädrigen Badal ist gering. Insgesamt entstanden weniger als 1000 Fahrzeuge.
| Produktionszahlen Sunrise Badal | Produktionszahlen Sunrise Badal |
| ------------------------------- | ------------------------------- |
| Modelljahr                      | Stückzahl                       |
| 1975                            | keine Angaben                   |
| 1976                            | keine Angaben                   |
| 1977                            | 179                             |
| 1978                            | 331                             |
| 1979                            | 104                             |
| 1980                            | 51                              |
| 1981                            | 31                              |

Einige Quellen behaupten, der Vertrieb sei auf die Stadt Bengaluru und den Bundesstaat Karnataka beschränkt gewesen.
Einer indischen Dokumentation zufolge hatte der Hersteller kurz nach Produktionsbeginn Lizenzen für den Taxieinsatz des Badal in einigen indischen Bundesstaaten erworben. Das Unternehmen konnte jedoch nicht genügend Fahrzeuge produzieren, weil der indische Zwischenhändler, von dem es die Motoren bezog, seinerseits seine Lieferverpflichtungen nicht einhielt. Durch diese Verzögerungen sei das Unternehmen in Misskredit geraten; sie seien der wesentliche Grund dafür gewesen, dass Sunrise später in Sipani Automobiles umfirmierte.